# José de Alencar
José Martiniano de Alencar (Fortaleza, 1.º de maio de 1829 — Rio de Janeiro, 12 de dezembro de 1877) foi um jornalista, advogado, político, ensaísta e escritor brasileiro. É considerado o principal e o mais importante escritor do romantismo no Brasil, sendo identificado com a primeira geração do movimento e popularmente alcunhado como "pai da literatura brasileira". 
Descendia dos Alencar, família prestigiada e participativa no contexto revolucionário pernambucano, de 1817. Tornou-se notável como jurista, parlamentar imperial, escritor e polemista ativo nos periódicos do Império Brasileiro. A notabilidade rendeu-lhe homenagens, correspondências e reconhecimento de contemporâneos como Machado de Assis, que lhe tornou patrono na Academia Brasileira de Letras. Na mesma medida em que lhe rendeu críticas imediatas e posteriores.
Enquanto político e teórico do parlamentarismo brasileiro, José de Alencar alinhou-se à perspectiva da abolição gradual, defendeu a participação feminina na política através do voto, implementou o mecanismo jurídico do habeas corpus preventivo; participou como deputado de diversos mandatos na câmara e, por notoriedade, foi alçado ao cargo de Ministro da Justiça em 1868, na ocasião do Gabinete Itaboraí, no qual permaneceu pouco mais de dois anos. Enquanto romancista, teatrólogo, cronista e poeta, publicou obras inescapáveis para a compreensão do passado brasileiro.

## Biografia

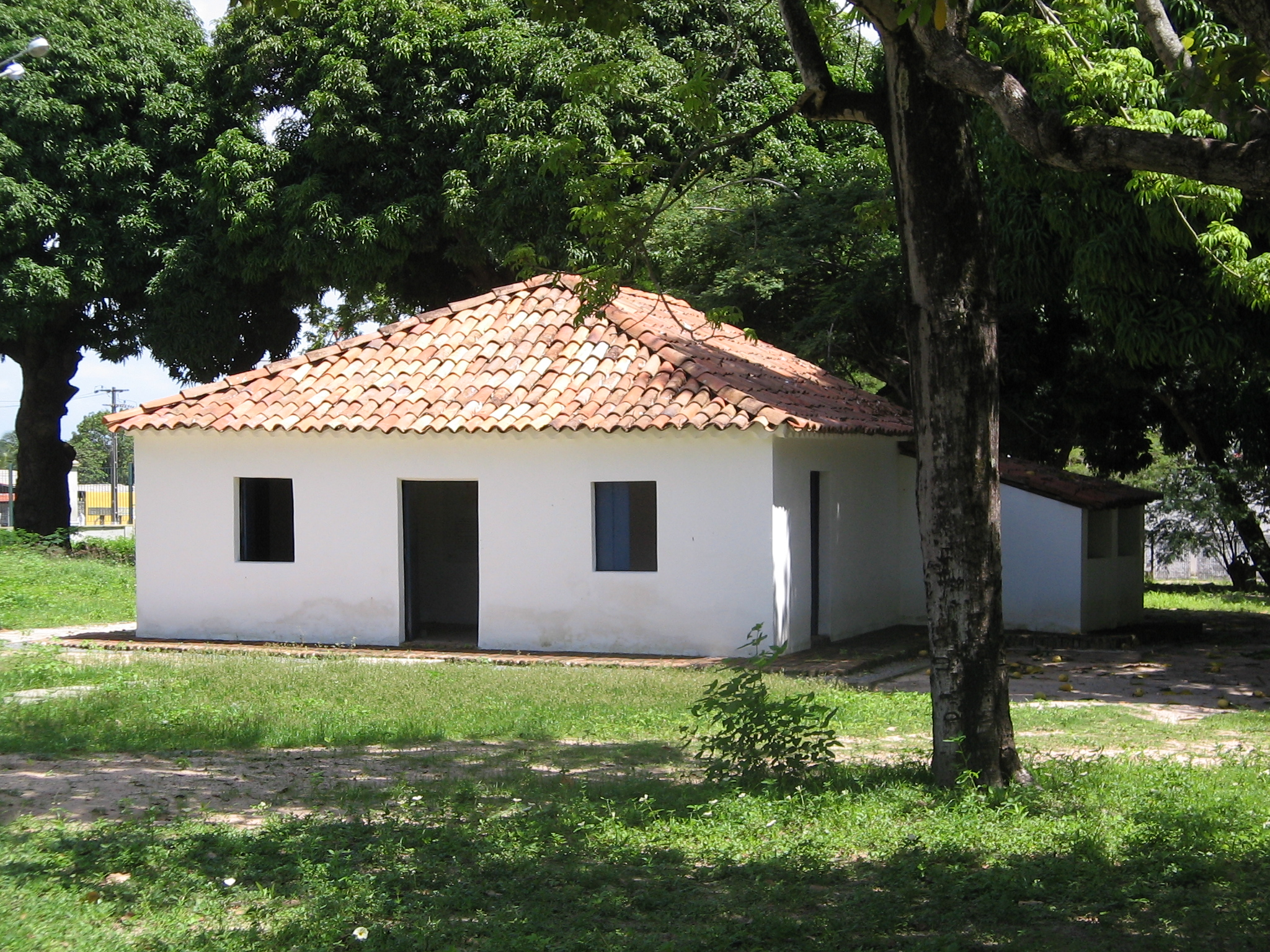
Casa de José de Alencar em Messejana, hoje um distrito de Fortaleza.

José de Alencar nasceu em maio de 1829 em Messejana, na província do Ceará. Sua avó paterna Bárbara de Alencar consagrou-se heroína da revolução de 1817 em Pernambuco. 
Em 1817, aos vinte e três anos, seu pai, José Martiniano Pereira de Alencar, estudou no Seminário de Olinda, onde presenciou a Revolução; sendo preso e injuriado, aportou à Bahia, para ser julgado. Passados três anos, tendo, pois, sido destruídos os documentos relativos à rebelião do Crato impossibilitando o julgamento, José Martiniano Pereira de Alencar, anistiado, retornou para o Ceará. Teve recepção gloriosa. E, procedido o pleito para as Cortes de Lisboa, José Martiniano Pereira de Alencar foi eleito suplente na representação do Ceará. Tomou posse em 10 de maio de 1822, devido à ausência de um dos eleitos. Após breve passagem por Lisboa, José Martiniano Pereira de Alencar retornou ao Brasil eleito deputado pelo Ceará à Constituinte. Dissolvida a Constituinte em 12 de novembro, regressou ao Norte para concluir os estudos no Seminário de Olinda. Novamente preso acusado de participação no movimento da Confederação do Equador, contou com a absolvição em sentença confirmada por Dom Pedro I. Em plena liberdade, inocente e livre de culpa, José Martiniano Pereira de Alencar vestiu a batina de sacerdote. No Sítio do Alagadiço Novo, Freguesia de Messejana, que fundara para sobreviver, recebeu a família dispersa após a derrota da Confederação. Figura mais importante de seu clã, José Martiniano Pereira de Alencar acolheu permissão do governador episcopal de Pernambuco, Dom Tomás de Noronha, para exercer o sacerdócio, ressalvando, porém, que não poderia confessar “mulher alguma, que não for enferma ou menor de dez anos, sem ser em confessionário, e com grade interposta entre si e a Penitente”. Entretanto, por esse tempo, contraiu amizade ilícita e particular com Dona Ana Josefina de Alencar, sua prima em primeiro grau, a quem se uniria pelo resto da vida; mulher amável a quem José de Alencar se refere por autobiografia; D. Ana compensava com carinho e bondade qualquer severidade de seu companheiro e primo-Senador.[carece de fontes?]
O contexto político do país no qual nascera José Alencar era de disputas. Sete anos antes do seu nascimento, em 1822, D. Pedro I havia proclamado a Independência do Brasil e tornou-se imperador. Dois anos após o seu nascimento, em 1831, o monarca, cedendo a pressões internas e externas, abdicaria em favor do filho e retornaria para Portugal. Foi nesse cenário político conturbado que o jovem escritor cresceu.
Com nove anos de idade efetuou uma penosa viagem do Ceará à Bahia, atravessando a seca de Pernambuco. O intuito da família Alencar era estabelecer-se no Rio de Janeiro. Tão marcante foi a viagem para Alencar que ele mesmo afirmou ter tirado desta experiência “a inspiração” para uma de suas obras mais aclamadas: O Guarani. Chegando ao Rio de Janeiro, com onze anos de idade, foi matriculado no Colégio de Instrução Elementar, dirigido por Januário Matheus Ferreira, educador da antiga escola. Neste colégio José de Alencar completou a educação primária. E a este colégio, com todas as suas experiências, dedica o segundo capítulo do opúsculo Como e porque sou Romancista, rendendo gratas palavras ao antigo professor e à instituição.
Aos treze anos Alencar deslocou-se para São Paulo, para terminar a formação secundária, com intuito de ingressar na Faculdade de Direito, cuja matrícula realizou em 1846, com dezessete anos. Mas as viagens, as projeções de matrículas e o curso de direito não excluíam as leituras adicionais de Balzac, Dumas, Victor Hugo, Chateaubriand e outros grandes escritores da época. Após dois anos de “contemplação e recolhimento”, conforme descreve em autobiografia, Alencar e outros colegas fundaram uma revista chamada “Ensaios Literários”. A revista rendeu ao futuro escritor as primeiras efusões literárias e os primeiros arrojos imaginativos. Nessa época, publicou poemas inspirados em Lamartine e Byron, artigos de cunho político e literário com títulos bem-humorados, além de ter estruturado seu primeiro romance histórico, intitulado Os Contrabandistas, cujos originais, em maior parte, foram queimados para que um cachimbo fosse aceso e o restante, por iniciativa de Josué Montello, acha-se guardado no arquivo do Museu Histórico Nacional.
Em 1848, ao terminar o segundo ano de Direito em São Paulo, regressou ao Nordeste, para cursar o terceiro ano na Faculdade de Olinda. Neste mesmo ano, passou dois meses em sua terra natal. Formou-se, portanto, em 1850. Aos seus dias passados em Olinda, no curso da Faculdade, atribuem alguns biógrafos os esboços iniciais do que viriam a ser alguns romances urbanos e toda a série indianista. Enfermo, em 1849 retornou a São Paulo. Ali mesmo concluiu a Faculdade. Diplomado, em 1851 estabeleceu-se no Rio de Janeiro, onde começou a exercer a função de advogado, trabalhando no escritório do Dr. Caetano Alberto, tido como afamado advogado da Corte Imperial, co-autor do Código Processual de 1850.

## A polêmica com Joaquim Nabuco

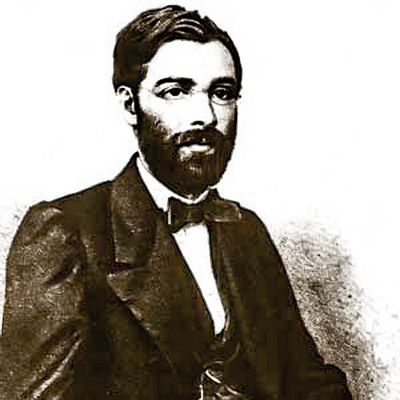
O jovem José de Alencar

Como literato não se apartou do tema da escravidão. Representou, de maneiras diversas e em diferentes classificações, o escravo no Brasil, com suas especificidades. Neste sentido, sua produção marcante é a peça Mãe, supostamente inspirada em seu contato com Caetano Soares, que, reiteradas vezes, teria indicado a necessidade de uma proteção legal para a mãe escrava que tivesse filho com o senhor, de maneira que ficasse livre quando isso acontecesse. Na obra, José de Alencar dramaticamente explora o protagonismo da escrava em seu sofrimento condicional e sua veia materna, também explorando o suicídio em um sentido metafórico, que abrangia a esperança de liberdade. A repercussão da peça foi considerável à época, gerando elogios e estupefação, como publicou o Diário do Rio de Janeiro: “A protagonista deste drama é uma escrava. Respeitaram-se todas as conveniências da sociedade brasileira, para se tirar partido somente do sentimento da maternidade”, na mesma proporção em que gerou polêmicas como a travada com Joaquim Nabuco, incansável defensor da Abolição no Brasil.
A polêmica, no meio literário brasileiro, figurou como uma das maiores. Protagonizada por José de Alencar e o então jovem Joaquim Nabuco — que acabara de retornar de uma temporada na França (1873-1874), imbuído de mocidade e um forte senso crítico. O jovem Nabuco não poupou críticas ao célebre autor de Iracema. Os autores travaram um longo debate escrito, publicado em formato de folhetins no Jornal O Globo. Esta discussão foi catalogada e organizada quase um século depois pelo escritor e crítico literário Afrânio Coutinho, que em suas palavras afirma que Nabuco estava “encharcado de francesismo intelectual” . Ainda, segundo Coutinho, era uma prática comum no meio literário na década de 1870 que escritores mais novos como Nabuco, para afirmarem-se, atacassem duramente grandes escritores já renomados e consolidados.
Coube a Nabuco dar início às provocações, tecendo diversas críticas de um modo geral aos trabalhos de Alencar: do estilo de narrativa aos diálogos dos seus personagens. Acusando o autor cearense de promover um nacionalismo hipócrita e problemático, avaliou, sobretudo, a peça Mãe e O Demônio Familiar. A partir disso, Joaquim Nabuco alegou que Alencar quis ser o criador do teatro brasileiro, cujo tema principal seria a escravidão. Nabuco estende sua opinião para além do campo literário, afirmando que Alencar enquanto político, sustentou discursos em defesa da escravidão.
Alencar se defende, explicando que tanto em seus discursos quanto em seus escritos, jamais defendeu a escravidão, apenas a encarou enquanto dispositivo legitimado por lei. Portanto, mostrou-se favorável a sua extinção espontânea, gradual e natural, algo que resultasse da revolução dos costumes.
Respondendo às críticas feitas à peça Mãe, argumenta em primeiro lugar que a peça não poderia ser a fundadora do teatro brasileiro, pois outras obras a antecederam, e tampouco sua característica seria uma defesa da escravidão, sendo esta apenas um elemento do drama apresentado na peça teatral.[carece de fontes?]
Seguiu-se a discussão até o ponto em que Joaquim Nabuco passa a criticar não somente os aspectos literários e narrativos, imputando sobre Alencar a ausência de ideias políticas concretas, a não ser quando se tratava de defender a escravidão. A discussão se encerra com a palavra final de Alencar, em um manuscrito nunca publicado e exposto pela primeira vez a partir da organização de Afrânio Coutinho. No manuscrito intitulado “Sem Resposta”, Alencar acusa Nabuco de ter a discussão partidária em detrimento da crítica literária, e segue dizendo que não iria acompanhá-lo nesta seara, uma vez que questões políticas discutiria com seu pai, José Thomas Nabuco de Araújo, outrora ministro e senador do Império.
Curiosamente, anos após esta polêmica, Joaquim Nabuco, amadurecido, publicou seu livro de memórias chamado Minha Formação. Nele o autor relembra e confessa o erro na forma com a qual tratou Alencar, reconhecendo a grandeza do escritor cearense. Assumindo que:
“[quando] fui colaborador do Globo e travei com José de Alencar uma polêmica, em que receio ter tratado com a presunção da mocidade o grande escritor (digo receio, porque não tornei a ler aqueles folhetins e não me recordo até onde foi minha crítica, se ela ofendeu o que há de profundo, nacional, em Alencar: o seu brasileirismo) [...]”.

## Morte
Pouco tempo depois do fim da polêmica, em 1875 apareceram os primeiros sinais da doença que o levaria à morte — sintomas de tuberculose pulmonar. Em 1877, sentindo a necessidade de um tratamento médico partiu para Europa, passando por Lisboa, Londres e Paris, mas o tratamento não foi exitoso. Regressou ao Brasil e recolheu-se à casa do sogro, no bairro da Tijuca, onde morreu no dia 12 de dezembro do mesmo ano. No velório, Machado de Assis esteve presente e descreveu a morte de seu companheiro das letras em sua coluna “História de Quinze dias”, da revista Illustração Brasileira: “Toda a história destes quinze dias está resumida em um só instante, e num acontecimento único: a morte de José de Alencar. Ao pé desse fúnebre sucesso, tudo o mais empalidece”. A Gazeta de Notícias, no dia seguinte da morte de José de Alencar, escrevia, mesclando a dor do luto e a grandeza do legado: “O falecimento de José de Alencar, [é] a viuvez em que se acha a literatura da pátria. [..] Quem não apreciava a iluminada inteligência, que, criando ou pesquisando, era sempre uma individualidade poderosa, um crítico consensioso e de fino tato? Salve, José de Alencar! astro que hoje cintila na celestial esfera!”.

## Cronologia
- 1840: Transfere-se com a família para o Rio de Janeiro.
- 1840: Está matriculado no Colégio de Instrução Elementar.
- 1846: Ingressa na Faculdade de Direito do Largo de São Francisco, em São Paulo.
- 1848: Transfere-se para a Faculdade de Direito de Olinda.
- 1850: Em São Paulo novamente, forma-se em Direito.
- 1854: Inicia, no Rio de Janeiro com sua colaboração no Correio Mercantil.
- 1856 :Trabalha como redator-chefe no Diário do Rio de Janeiro. Publica as Cartas sobre a confederação dos Tamoios, polêmica com Gonçalves de Magalhães. Estreia na ficção com o romance Cinco minutos.
- 1857: Publica com grande repercussão O Guarani, primeiro em folhetins, depois em livro.
- 1860: Morre o pai do escritor - José Martiniano de Alencar -, que fora revolucionário e político influente.
- 1861: Elege-se deputado. Reeleito em várias legislaturas subsequentes.
- 1865: Nasce o seu filho Augusto de Alencar.
- 1868: Ministro da Justiça durante dois anos no Gabinete Conservador.
- 1870: Abandona a carreira política, magoado com o imperador dom Pedro II. De acordo com Oliveira Lima, Pedro II teria ponderado sobre o porquê de Alencar, quando Ministro da Justiça no Gabinete Itaboraí, ter demitido o chefe de polícia do Pará, "o qual, no exercício de suas funções, descobrira e denunciara ligações entre criminosos do Pará e habitantes do Ceará que eram influências eleitorais" (Oliveira Lima, 2021, p. 130).
- 1872: Nasce o seu filho Mário de Alencar.
- 1877: Vítima de tuberculose, viaja para a Europa, tentando curar-se. Morreu no Rio de Janeiro em 12 de dezembro.

## Homenagens
Na cidade do Rio de Janeiro, no bairro do Flamengo, em sua homenagem, foi erguida, em 1897, uma estátua no largo do Catete, largo este que foi rebatizado como praça José de Alencar.
Em Fortaleza, em 1910, foi erguido o Theatro José de Alencar. A Praça José de Alencar e a estação José de Alencar da Linha Sul do metrô de Fortaleza são, também, homenagens da sua cidade natal.
José de Alencar também tornou-se o nome de um distrito do município de Iguatu, no Ceará.[carece de fontes?]

### Academia Brasileira de Letras
Grande expoente da literatura brasileira do século XIX, não alcançou a fundação do Silogeu Brasileiro. Coube-lhe, entretanto, a homenagem de ser patrono da cadeira 23 da academia.
Nas discussões que antecederam a fundação da academia, seu nome foi defendido por Machado de Assis para ser o primeiro patrono, ou seja, nominar a cadeira 1. Mas não poderia haver hierarquia nessa escolha, e resultou que Adelino Fontoura, um autor quase desconhecido, veio a ser o patrono efetivo. Sobre esta escolha, registrou Afrânio Peixoto:
"Novidade de nossa Academia foi, em falta de antecedentes, criarem-nos, espiritualmente, nos patronos. Machado de Assis, o primeiro da companhia, por vários títulos, quis dar a José de Alencar a primazia que tem, e deve ter, na literatura nacional. A justiça não guiou a vários dos seus companheiros. Luís Murat, por sentimento exclusivamente, entendeu honrar um amigo morto, infeliz poeta, menos poeta que infeliz, Adelino Fontoura."

## Literatura

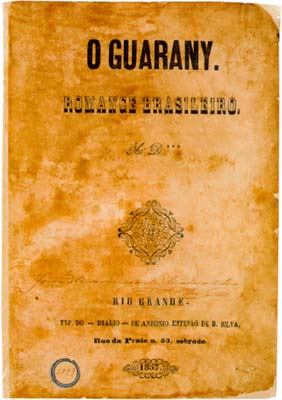
O Guarani, 1ª Edição, 1857

Pouco mais de um ano depois do início de sua carreira, José de Alencar recebeu um convite de Francisco Octaviano, e, uma vez aceito, fez sua estreia no Correio Mercantil. Neste jornal fez-se folhetinista, publicando “Ao Correr da Pena”, uma série de crônicas, dentre outros textos. Nesta mesma ocasião passou a colaborar e escrever no Jornal do Comércio. De 1855 a 1858 foi diretor do Diário do Rio de Janeiro, onde atestou seu crédito de jornalista emérito, consagrando-se também como biógrafo, elaborando um trabalho sobre “O Marquês de Paraná”.
Em 1856, com pseudônimo de “IG”, publica no Diário do Rio de Janeiro as Cartas sobre a Confederação dos Tamoios, nas quais critica veementemente o poema épico de Domingos Gonçalves de Magalhães, favorito do Imperador e considerado então o chefe da literatura brasileira. Estabeleceu-se, entre ele e os amigos do poeta, apaixonada polêmica de que participou, sob pseudônimo, o próprio D. Pedro II. A crítica por ele feita ao poema denota o grau de seus estudos de teoria literária e suas concepções do que devia caracterizar a literatura brasileira. Ainda quando sua vida agitava-se entre o ofício de advogado e o ofício de jornalista, no final dos anos 50 do século XIX, José de Alencar publicou seus primeiros romances. Em 1857, através de folhetins no Diário do Rio, no qual era diretor, começou a publicação de O Guarani. No mesmo periódico foram publicados Cinco Minutos e A Viuvinha, e peças teatrais como o libreto da ópera A Noite de São João, as comédias O Crédito, o Demônio Familiar, Verso e Reverso e os dramas As asas de um Anjo e Mãe. [carece de fontes?]
Na virada do decênio, de 1859 a 1860, José de Alencar dedicou-se ao magistério, sendo lente de direito mercantil no Instituto Comercial do Rio de Janeiro e, em seguida, foi nomeado diretor de seção da Secretaria de Justiça e consultor do mesmo Ministério, cargo que ocupou até 1868.

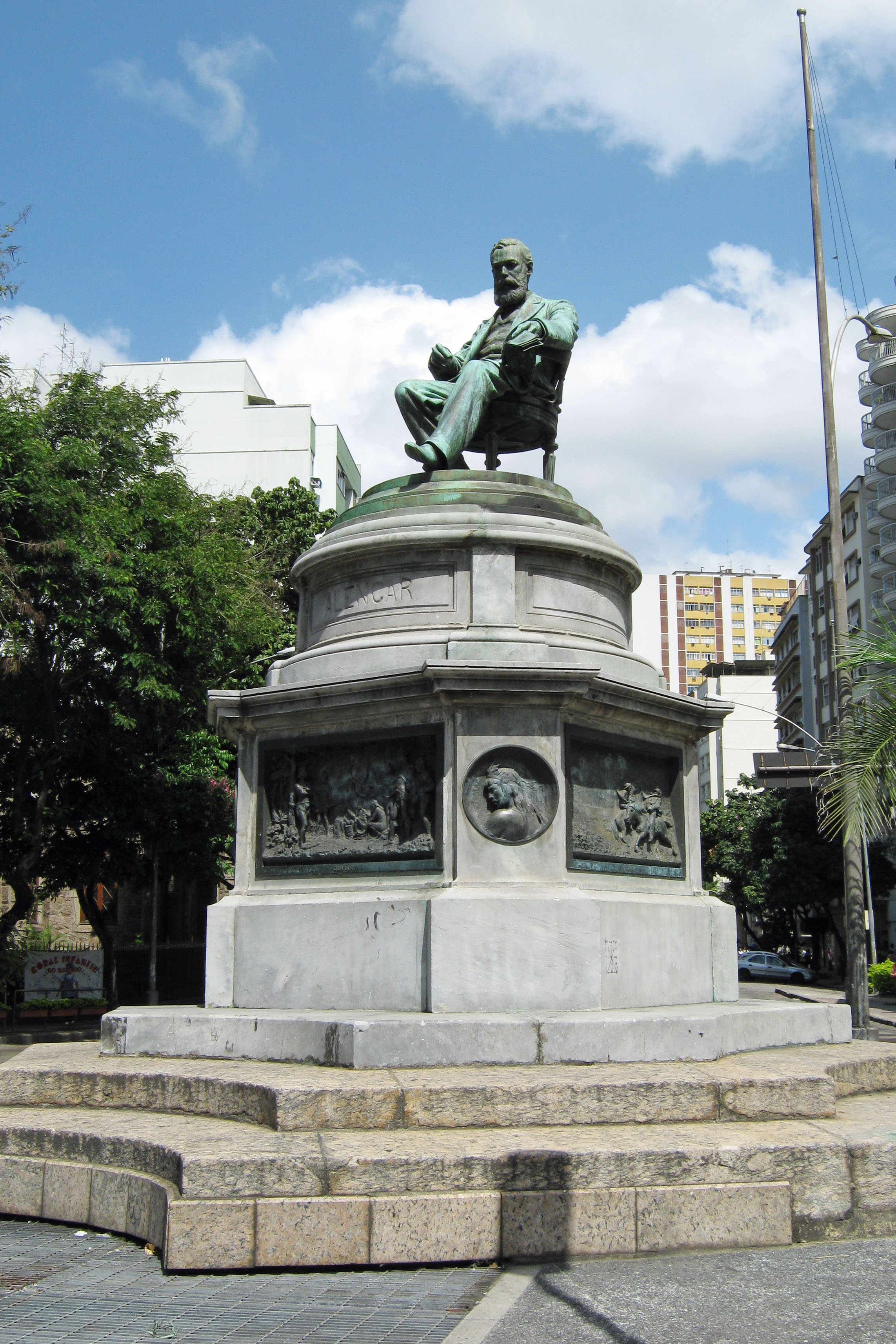
Monumento a José de Alencar na praça José de Alencar, no Rio de Janeiro.

## Política e Escravidão
Em 1860 elegeu-se deputado através do Partido Conservador do Império, pela província do Ceará. Estreou no parlamento na sessão do dia 03 de maio de 1861.
A partir de sua eleição em 1860, José de Alencar atuou incessantemente no campo político, não obstante manteve considerável profusão literária; — entre 1860 e 1870 (seu decênio de presença parlamentar) Alencar publicou Lucíola (1862), Diva (1864), As Minas de Prata (1865), Iracema (1865), O Gaúcho (1870) e A Pata da Gazela (1870) — e assim como muitos parlamentares do Império Brasileiro (deputado ou senador) posicionou-se em relação à emancipação dos escravos. José de Alencar não se colocava como um isolado em seu posicionamento. Inseria-se numa tradição política que duraria pelo menos até a década de 80 do século XIX: a emancipação gradual dos escravos.
Edison Carneiro, ao desenvolver as perspectivas teóricos do “velho abolicionista” Evaristo de Morais, demonstrou a diferença entre duas colocações, diversas vezes confundidas: emancipação e abolição, através da seguinte colocação: “Emancipar seria preparar o escravo paulatinamente para a liberdade; abolir seria cortar de vez, e de um só golpe, os laços ultrajantes da escravidão”. O caso brasileiro, desde a Independência adequou-se ao método emancipatório, para extinguir a escravidão de modo gradual e paulatino, considerando nesta metodologia política a importância de preparar o escravizado para a liberdade e o país para o trabalho livre. Nesta “tradição” José de Alencar figurou. Neste ínterim, no meado dos anos 60, casou-se com Georgiana (às vezes citada apenas como Ana) Augusta de Cochrane, com quem teve seis filhos.
Não somente no matrimônio carregou o sobrenome “Cochrane”. Seu sogro, Tomás Cochrane, em 1837, foi vítima de uma emboscada, em Guaratinguetá. Ao tentar ser assassinado por três inimigos, reage ao ataque e, na briga, um dos assassinos é morto. Tomás, se explica às autoridades e imediatamente segue ao Rio de Janeiro. Depois de trinta e um anos silenciado, o processo reaparece para importunar o então sogro de José de Alencar, na forma de um mandado de prisão expedido pelo Juízo Municipal da 2º Vara da Corte.
Para defender o sogro, Alencar, em março de 1868, pediu ao Tribunal de Justiça, um habeas corpus preventivo — mecanismo ainda não integrado legalmente ao Direito brasileiro, que, por este processo, tornou-se legal em 1871.
Como hermeneuta do direito, com princípios já esboçados na defesa de seu sogro, José de Alencar teoriza sistematicamente no Sistema Representativo, onde conciliam-se aspectos jurídicos e políticos de sua biografia. Neste escrito, expõe suas concepções do modo pelo qual a representatividade deveria formar-se no Império Brasileiro, analisando e debatendo temas ainda de contemporânea efervescência, como a representação feminina associada à política.
Escravidão
Ainda durante sua jornada política, presenciou dez Falas do Trono, que aconteciam a cada início de ministério ou abertura da câmara. Estes discursos da Coroa tinham como premissa elencar pontos sobre os quais os parlamentares deveriam refletir, apresentado com vistas a atender o bem público. Em algumas dessas falas, entre 1860-1870, o Imperador citou a inevitabilidade da discussão sobre a escravidão de modo a estimular os parlamentares nessa discussão. José de Alencar não restringiu essas discussões ao Parlamento. Extrapolou as reverberações de suas teses, e começou a publicar em 1865 a série de cartas  Ao Imperador: Cartas de Erasmo.
As cartas políticas foram publicadas entre 17 de novembro de 1865 e 15 de março de 1868, quatro meses antes de o autor se tornar ministro da Justiça. São páginas apaixonadas que discutem os grandes problemas do momento, a situação político-partidária, o Poder Moderador, a Guerra e a questão servil. Estas cartas foram todas catalogadas e organizadas pelo historiador José Murilo de Carvalho.
Os pseudônimos eram aceitos como prática legítima no ambiente de grande liberdade de opinião que marcava a época. Erasmo foi o pseudônimo escolhido por Alencar, referência a Desiderius Erasmus, o grande humanista do século XVI, nascido em Roterdã em 1467 e morto em Basiléia em 1536, conhecido como Erasmo de Roterdã. O principal motivo da escolha, no entanto, pode ter sido o fato de ter Erasmo publicado, em 1516, um livro intitulado Institutio principis christiani, A Educação de um Príncipe Cristão. O livro foi escrito três anos após O Príncipe, de Maquiavel, mas publicado antes. Nele, Erasmo insistia, entre outras coisas, na importância para o príncipe de contar com o consentimento dos súditos.
Quando retiradas do contexto político no qual foram escritas, frases do autor cearense, escritas nas Cartas soam como a defesa ao modelo escravocrata, quando na realidade, nas vezes em que parece colocar-se de maneira contrária à abolição, o faz enfocando a maneira pela qual a abolição estava sendo feita no parlamento, e não colocando-se contra o projeto emancipatório em si.
Para Alencar, a escravidão tinha que ser avaliada historicamente. Ela surgiu por necessidade histórica e desapareceria quando se tornasse desnecessária, assim como o feudalismo surgiu e desapareceu. Os países que naquele momento a condenaram mantiveram a servidão durante séculos e implantaram a escravidão em suas colônias. A escravidão não foi instituída por lei e não desaparecerá por uma lei. O Brasil estava caminhando no sentido da abolição, e não cabia ao governo intervir. Sua extinção devia dar-se por via indireta, promovida pela nação, não pelo governo, sobretudo quando este agia despoticamente sob a pressão ilegítima do Poder Moderador.
O político cearense deduziu em suas cartas que a escravidão caducava, mas não estava morta; ainda se prendem a ela graves interesses de um povo. Entretanto, não estava alheio à problemática que era a instituição servil, considerava que a escravidão se apresentava sob um aspecto repugnante. Manifestou que o fato do domínio do homem sobre o homem revolta a dignidade da criatura racional, pois se sente ela rebaixada com a humilhação de seu semelhante. O cativeiro não pesa unicamente sobre certo número de indivíduos, mas sobre a humanidade, pois uma porção dela acha-se reduzida ao estado de coisa.
Sob uma perspectiva histórica, Alencar entendia a figura do escravo como elemento civilizacional, pois na história do progresso representa a escravidão o primeiro impulso do homem para a vida coletiva, o elo primitivo da comunhão entre os povos. O cativeiro foi o embrião da sociedade; embrião da família no direito civil; embrião do estado no direito público. E que a raça branca, embora reduzisse o africano à condição de uma mercadoria, nobilitou-o não só pelo contato, como pela transfusão do homem civilizado. Concluindo que se resolve a escravidão pela absorção de uma raça por outra. Cada movimento coesivo das forças contrárias é um passo mais para o nivelamento das castas, e um impulso em bem da emancipação.
Em um panorama sobre as abolições ocorridas nas grandes potências da época, mais precisamente Inglaterra e França, Alencar também fez comentários em suas cartas destinadas ao Imperador.
Segundo o escritor, a abolição das colônias inglesas em 1833, se realizou com abalo, mas sem grandes catástrofes. Ao atrito do frio caráter saxônio a população negra se tinha limado. O homem do norte é originalmente industrioso; sua mesma pessoa representa uma indústria, uma elaboração constante das forças humanas contra as causas naturais de destruição. Ele disputa a vida ao clima, e a nutrição ao gelo. Esse cunho vigoroso da materialidade o colono inglês imprimira na sua escravatura. O negro não era já mero instrumento em sua mão; porém um operário ao qual só faltava o estímulo do lucro. Quando se realizou a emancipação, os escravos, se não estavam completamente educados para a liberdade, possuíam pelo menos os rudimentos industriais que deviam mais tarde desenvolver-se com o trabalho independente. A essa madureza deve-se o estado próspero da população negra depois da abolição. E afirma que a passagem do trabalho escravo para o trabalho livre se efetuou com a divisão das terras e a vigilância da autoridade.
Já a abolição nas colônias francesas em 1848, o cenário era diferente. Os franceses eram um povo artístico; a indústria, que, para o inglês começa com a infância do progresso, para o francês, representa a virilidade. O francês aspira sobretudo ao belo e ao ideal, e, por tanto, não poderia polir com rapidez a rude crosta do africano, este permanecia um instrumento bruto na sua mão.
E por isso, chegou à conclusão de que a emancipação nas colônias francesas, além da desordem econômica e das insurreições, acarretou a desgraça e ruína da população negra. Ainda não educada para a liberdade, entregou-se à indolência, à miséria e à rapina. Pois se aboliu inclusive o trabalho, já que faltavam às colônias francesas os braços que demanda a agricultura.

Neste sentido, Alencar temia que pudesse ocorrer revoltas ou guerras civis em solo brasileiro, a exemplo do que ocorreu na França e Inglaterra. Para o autor estas nações:
“[...] não emancipariam a população negra de suas colônias se não se achassem nas condições de proteger eficazmente ali a raça branca. A força moral da metrópole e seu poder militar eram suficientes para prevenir e sufocar a insurreição. Figure-se qual fora depois da abolição o destino da Jamaica ou da Martinica abandonada por suas respectivas nações!”
E complementa mencionando o caso dos Estados Unidos, que mesmo tendo abolido a escravidão no sul da confederação, decretado por violenta guerra civil, ainda não se deveria considerar consumado, pois a miséria e a anarquia começavam a desdobrar-se naquele país.

Havia temor que, pelo fato das províncias brasileiras que abrigavam grandes fazendas e engenhos, e por tanto, quantidades expressivas de cativos, uma abolição abrupta pudesse causar insurreição, uma guerra social. Então Alencar faz uma provocação ao Imperador:
“Julgais que seja uma glória para vosso reinado, senhor, lançar o império sobre um vulcão? Ainda quando a Providência, que tem velado sobre os destinos de nossa pátria, a tirasse incólume de semelhante voragem, nem por isso fora menos grave a culpa dos promotores da grande calamidade.”
Na correspondência dirigida ao Imperador, Alencar também não poupou críticas aos abolicionistas europeus, aos quais ela chamava de filantropos. Em sua visão foram os europeus os grandes fomentadores da escravidão e a eles se devem as consequências da instituição servil. Aponta hipocrisia dos países que condenam a escravidão, mas não abrem mão dos produtos dela derivados:
“O filantropo europeu, entre a fumaça do bom tabaco de Havana e da taça do excelente café do Brasil, se enleva em suas utopias humanitárias e arroja contra estes países uma aluvião de injúrias pelo ato de manterem o trabalho servil. Mas por que não repele o moralista com asco estes frutos do braço africano?"
Em sua teoria, a bebida aromática, a especiaria, o açúcar e o delicioso tabaco são o sangue e a medula do escravo. Não obstante, ele os saboreia. Sua filantropia não suporta esse pequeno sacrifício de um gozo requintado; e, contudo, exige dos países produtores que, em homenagem à utopia, arruínem sua indústria e ameacem a sociedade de uma sublevação.
Neles desculpa-se. É fácil e cômoda a filantropia que se fabrica em gabinete elegante, longe dos acontecimentos e fora do alcance da catástrofe por ventura suscitada pela imprudente reforma.
Mas não se compreende, senhor, que brasileiros acompanhem a propaganda; e estejam brandindo o facho em torno da mina.”

Na visão de Alencar a instituição servil no Brasil, tinha um caráter diferente da praticada pelos europeus e americanos, e mesmo que ainda fosse legalizada, estava condenada ao final pelos costumes da sociedade civil, e o africano cativo seria naturalmente assimilado. A classe proprietária já tinha consciência de que o elemento servil deveria chegar ao fim, pelo espírito de tolerância e generosidade, próprios do caráter brasileiro, e que desde muito transformava sensivelmente a instituição cativa. E argumenta: 
“Pode-se afirmar que não temos já a verdadeira escravidão, porém um simples usufruto da liberdade, ou talvez uma locação de serviços contratados implicitamente entre o senhor e o Estado como tutor do incapaz.”
O autor levanta pontos importantes como direito a propriedade, pecúlio, matrimônio e família, todos garantidos aos cativos não por lei, mas sim por costumes.
Acreditava que quando o nível da população livre sobre a escrava se elevasse consideravelmente, de modo que esta ficasse submersa naquela, a escravidão se extinguiria logicamente. Ela entraria naquela fase de luxo e aversão. Entretanto, ainda era um elemento essencial do trabalho neste vasto país.
Além da assimilação do africano de forma natural, um fator seria essencial a fim de que o país rumasse à gradual redução da escravidão, a imigração. Só a imigração seria capaz de restabelecer o temperamento da população e lhe restituir a robustez.  Diferentemente da colonização, que era tão nociva quanto a escravidão.
Acreditava que se a Europa enviasse ao Brasil um subsídio anual de sessenta mil emigrantes, número muito inferior à imigração americana, a escravidão teria cessado neste país. Esta era sugestão ao Imperador, que se estabelecesse a propaganda da imigração e a escravidão cairia sem arrastar à miséria e à anarquia uma nação jovem.
Alencar termina sua série de cartas destinadas ao Imperador em 26 de julho 1867, nesta última epístola, o político é contundente ao concluir pela extinção gradual da escravidão. Afere que a única transição possível entre a escravidão e a liberdade é aquela que se opera nos costumes e na índole da sociedade. Esta produz efeitos salutares: adoça o cativeiro; vai lentamente transformando-o em mera servidão, até que chega a uma espécie de orfandade. E complementa dizendo que o cativo, se for libertado, permanecerá em companhia do senhor; e se tornará em criado. Já o cativo liberto por lei será inimigo nato do antigo dono; fugitivo ou revoltoso. O ódio da raça, que se havia de extinguir naturalmente com a escravidão, assanha-se ao contrário daí em diante. Tal será a sua ferocidade que uma casta se veja forçada pelo instinto da conservação a exterminar a outra.
Portanto, o que o distinguia dos meios propostos pelo Partido Liberal não era um ímpeto escravocrata, antes a aversão a uma “política que tende a precipitar esta revolução social [a Abolição]”. Cumpria então que “revolução se operasse gradualmente”, evitando “consequências funestas”.

Em outro discurso, José de Alencar salientou nunca ter pretendido:
“[...] que o Partido Conservador fosse escravagista, que o Partido Conservador aceitasse a instituição da escravidão como uma instituição firmada no direito, na moral que deva ser mantida e respeitada. Não, Senhores, o nobre Presidente do Conselho acaba de o dizer: ‘Raros serão os brasileiros’ – e eu acrescentarei: esses mesmos, cegos pelo interesse ou pelo erro –, raros serão os brasileiros que aceitem a instituição da escravidão como uma instituição legítima (Muitos apoiados).”
Entretanto, não somente através de discursos José de Alencar construiu sua defesa à abolição gradual. Em 1870, o parlamentar apresentou na sessão do dia 7 de Julho, o projeto de nº 121, no qual propunha meios de facilitar as condições do escravizado, e, por meios indiretos, como a possibilidade do pecúlio, abolir o elemento servil. O projeto do ex-ministro da Justiça — cargo que exerceu entre 1868 e 1869, no gabinete Itaboraí —, com oito artigos, propunha a liberdade imediata dos escravos da fazenda pública, a formação de pecúlio pelo escravo e a maior taxa sobre escravos; estes dispositivos propostos por José de Alencar, nesta ocasião, apesar de não terem aprovação, serviram como base para alguns artigos da lei de 1871, na qual foram melhor discutidos e desenvolvidos.
Surpreendeu a negativa do autor de Mãe e de O Demônio Familiar perante a ideia do Ventre Livre, assunto debatido com fervor no Parlamento e combatido por Alencar. Contudo, seu posicionamento, embora inesperado, calcava sob uma convicção sincera e profunda. Para Alencar a Lei Ventre Livre seria ferramenta de reforma para uma instituição que deveria desaparecer; além de iníqua, por apenas beneficiar as gerações futuras, encerrava a ideia funesta, que produziria “calamidades capazes de apavorar o próprio governo”. Nesta frase dita em meio a um discurso, está o pensamento de Alencar: “A instituição da escravatura, [por ser uma] instituição condenada pela moral, uma instituição caduca, não pode ser modificada: será extinta um dia, não pode ser alterada.

A partir destas convicções, José de Alencar previa críticas, mas delas não se esquivou: “nem a odiosidade que possam elas [críticas] excitar, nem o receio de incorrer em pecha de escravocrata”. E acrescentou:
“Há 15 anos, quando as vozes que hoje se levantam com tanta sofreguidão emudeciam, e ocupavam-se dos assuntos de política local, eu me esforçava no campo que se abria então a minha atividade na literatura e na imprensa a banir essa instituição.”
Sua postura elogiada por Machado de Assis, porque era “um protesto contra a instituição do cativeiro”. Para “banir essa instituição” como ministro, em 1869, José de Alencar acabou “com todas as vendas de escravos debaixo de pregão e em exposição pública” e o “leilões comerciais de escravos”, sob pena de multa, por meio de Decreto. Contudo, certo de convir ao País uma abolição gradativa, e havendo apresentado medidas capazes de ajudar a libertação dos escravos, Alencar não vacilou no combate, segundo ele, à emancipação precipitada.

## Obras
Romances
- Cinco Minutos, 1856
- A viuvinha, 1857
- O Guarani, 1857
- Lucíola, 1862
- Diva, 1864
- Iracema, 1865
- As minas de prata - 1º vol., 1865
- As minas de prata - 2.º vol., 1866
- O gaúcho, 1870
- A pata da gazela, 1870
- O tronco do ipê, 1871
- Guerra dos mascates - 1º vol., 1871
- Til, 1871
- Sonhos d'ouro, 1872
- Alfarrábios, 1873
- Guerra dos mascates - 2º vol., 1873
- Ubirajara, 1874
- O sertanejo, 1875
- Senhora, 1875
- Encarnação, 1893

### Teatro
- Verso e Reverso, 1857
- O Crédito, 1857
- A Noite de São João, 1857
- O Demônio Familiar, 1857
- As Asas de um Anjo, 1860
- O Que é o Casamento?, 1862
- Mãe, 1862
- A Expiação, 1867
- O Jesuíta, 1875

### Conto
- "Lembra-te de Mim", 1872

### Crônica
- Ao Correr da Pena, 1874
- Ao Correr da Pena (folhetins inéditos), 2017 (organizado por Wilton José Marques)

### Autobiografia
- Como e por que sou romancista, 1893 (eBook)

### Crítica e polêmica
- Cartas sobre a confederação dos tamoios, 1865
- Ao imperador: cartas políticas de Erasmo e Novas cartas políticas de Erasmo, 1865
- Ao povo: cartas políticas de Erasmo, 1866
- O sistema representativo, 1866

## Outras
- O garatuja, 1873 (Ernst Mahle em 2006 escreveu ópera baseada na novela, O Garatuja)